# Chevrolet Kadett
Der Chevrolet Kadett ist eine von 1989 bis 1998 von General Motors Brasilien produzierte Variante des Opel Kadett E.

## Modellgeschichte
Nachdem GM Brasilien bereits ab 1973 den Kadett C unter der Bezeichnung Chevrolet Chevette produzierte, folgte im April 1989 die dortige Version des Kadett E. Für Brasilien wählte man die dreitürige Schräghecklimousine aus, die in den Versionen SL, SL/E und GS lieferbar war. Die Motoren (1,8 Liter Hubraum, maximale Leistung 70 kW, später 73 kW (95 PS bzw. 99 PS) und 2,0 Liter Hubraum, maximale Leistung 81 kW/110 PS) entstammten dem brasilianischen Chevrolet Monza.
Kurz danach folgte der Kadett E Kombi, der in Brasilien den Namen Chevrolet Ipanema trug und anfangs ausschließlich als Dreitürer mit dem 1,8-Liter-Ottomotor in den Versionen SL und SL/E zu haben war.
Ab September 1991 erhielten beide Motoren im Kadett eine elektronische Einspritzung; der 1,8-Liter-Motor leistete nun maximal 72 kW (98 PS), der Zweiliter im umbenannten Sportmodell GSi maximal 89 kW (121 PS). Ferner kam das Kadett Conversível (Cabriolet) ins Programm, dessen Rohkarossen von Brasilien zu Bertone in Turin gingen, dort umgebaut wurden und zur Endmontage zurück nach Südamerika transportiert wurden.
Ab April 1993 war der Ipanema auch als Fünftürer und als SL/E 2.0 erhältlich.
Ab 1994 hießen die Kadett-Versionen GL, GLS und GSi.
Während die brasilianischen Kadett-Modelle anfangs  äußerlich vom europäischen Kadett nur in Details wie der Tankklappe zu unterscheiden gewesen waren, änderte sich dies mit dem Kadett ’96, der ein leichtes Facelift erhielt. Die Stoßfänger waren nun in Wagenfarbe lackiert, er erhielt einen konventionellen Kühlergrill und stark ausgeformte Lufteinlässe in der Frontschürze anstelle des einfachen Schlitzes im Stoßfänger. Zugleich hießen die Versionen nun GL, GLS, Sport und GSi. Der Zweiliter-Motor im GSi wurde in der maximalen Leistung auf 81 kW  (110 PS) reduziert.

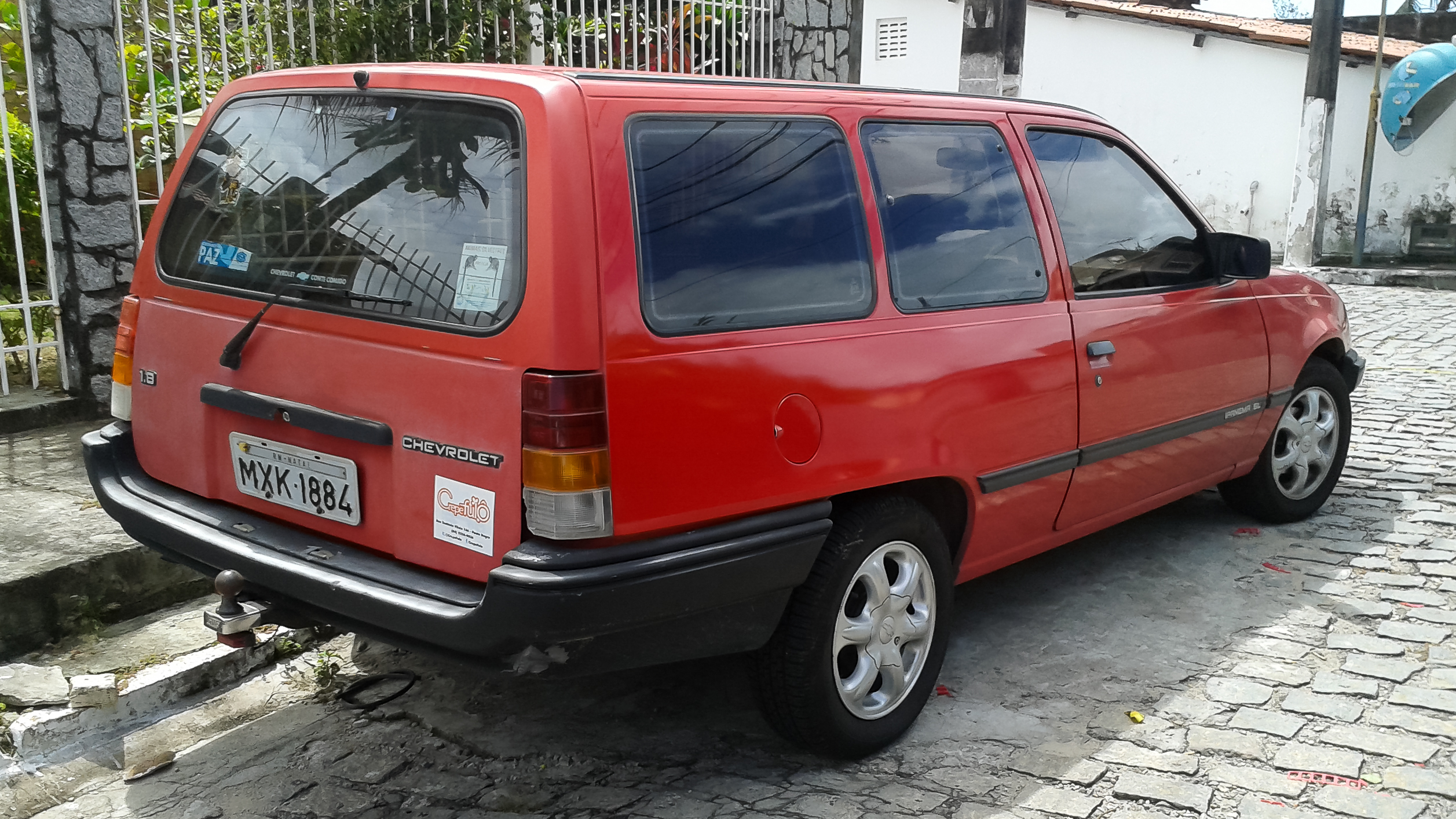
Kombiversion Ipanema

Im September 1998 lief die brasilianische Kadett- und Ipanema-Fertigung aus.

## Technische Daten

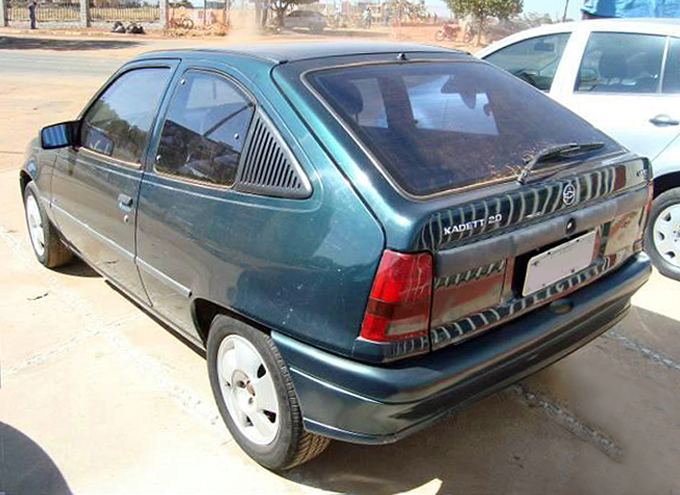
Heckansicht 1996–1998

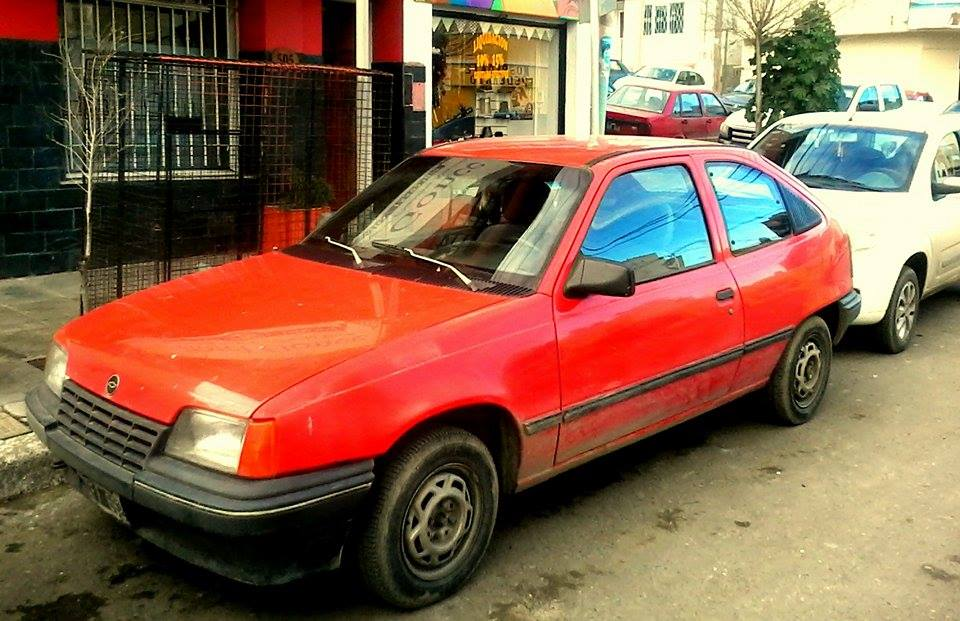
Frontansicht 1989–1996

| Chevrolet Kadett               | 2000                                      |
| ------------------------------ | ----------------------------------------- |
| Arbeitsverfahren               | Viertakt                                  |
| Motorart                       | Ottomotor                                 |
| Motorart                       | Vierzylinder-Reihenmotor                  |
| Hubraum                        | 1998 cm³                                  |
| Bohrung × Hub                  | 86 mm × 86 mm                             |
| max. Leistung bei 1/min        | 81 kW (110 PS) bei 5400                   |
| max. Drehmoment bei 1/min      | 176 Nm bei 2800                           |
| Verdichtung                    | 9,2 : 1                                   |
| Gemischaufbereitung            | Elektronische Einspritzung                |
| Ventilsteuerung                | Obenliegende Nockenwelle                  |
| Nockenwellenantrieb            | Zahnriemen                                |
| Kühlung                        | Wasserkühlung                             |
| Antriebsart                    | Frontantrieb                              |
| Getriebe                       | 5-Gang-Getriebe                           |
| Radaufhängung vorn             | Dreiecksquerlenker, MacPherson-Federbeine |
| Radaufhängung hinten           | Verbundlenkerachse, Schraubenfedern       |
| Bremsenart vorn                | Scheibenbremsen                           |
| Bremsenscheibenbauart vorn     | mit Innenbelüftung                        |
| Bremsenart hinten              | Trommelbremsen                            |
| Bremsendurchmesser vorn        | 23,6 cm                                   |
| Bremsassistenzsystem, optional | Servo                                     |
| Lenkung                        | Zahnstangenlenkung                        |
| Lenkungsassistenzsystem        | Servo                                     |
| Karosserie                     | Stahlblech, selbsttragend                 |
| Spurweite vorn                 | 1405 mm                                   |
| Spurweite hinten               | 1405 mm                                   |
| Radstand                       | 2520 mm                                   |
| Abmessungen                    | 4050 mm × 1685 mm × 1400 mm               |
| Leergewicht                    | 1070 kg                                   |
| Höchstgeschwindigkeit          | ca. 185 km/h                              |
| Beschleunigung, 0–100 km/h     | 10,3 s                                    |
| Verbrauch                      | 6,8–10,2 l/100 km S                       |

Quelle: